# Holism and Evolution

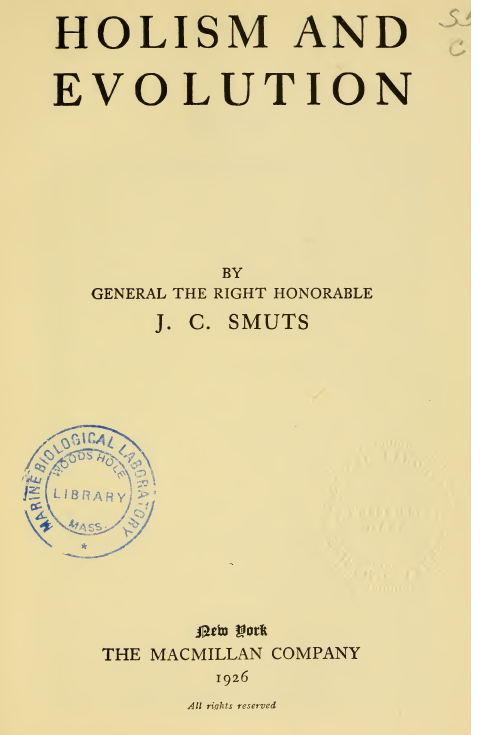

Holism and Evolution est un livre de Jan Smuts, homme politique sud-africain et ancien Premier ministre de l'Afrique du Sud paru en 1926. Dans cet ouvrage, Smuts tente de définir le terme « holisme ». Les concepts qu'il développera seront repris par d'autres auteurs.

## L'auteur
En 1912, il écrivit un ouvrage Inquiry Into the Whole où il expose pour la première fois sa conception philosophique du monde. Il tente d'unir ses passions pour la poésie de Goethe ou de Walt Whitman avec son intérêt pour les théories scientifiques les plus pointues. Il y expose ses premières intuitions, qu'il développera plus tard dans Holism and Evolution.
Sa passion d'étudiant pour le poète américain Walt Whitman a certainement marqué sa philosophie, auquel il consacra son premier ouvrage en 1894 : Walt Withman : A study in the evolution of personality ?
Les influences majeures de sa jeunesse : sa foi protestante, les principes moraux de sa culture afrikaner, son goût pour la philosophie, les sciences et son amour de la nature l'ont aussi influencé dans sa description d'un univers holistique.
Pour ses biographes, sa personnalité et ses attirances de jeunesse pour le « transcendantalisme américain », pour le romantisme allemand, semble avoir été décisives dans l'idéalisme de Smuts, et se retrouve tout au long de ses choix politiques ainsi que dans sa philosophie de l'holisme.
Voici quelques repères biographiques pour comprendre quelle vision du monde, Jan Smuts défend dans son ouvrage Holism and Evolution.

### L'enfance
Jan Christiaan Smuts est né le 24 mai 1870 dans une famille de fermiers traditionnels afrikaners de la colonie du Cap. Ses ancêtres sont des Néerlandais du côté paternel et des Français huguenots du côté maternel. Il est le fils cadet d'une famille de 6 enfants. 
Son père, Jacobus Abraham Smuts, était un riche éleveur, notable local et un des piliers de l'Église réformée. Il finit par être élu député de sa circonscription au parlement de la colonie du Cap.
Sa mère, née Catharina Petronella de Vires, était la sœur du prédicateur local de l'Église réformée néerlandaise. Elle avait étudié la musique et le français au collège du Cap, ce qui, pour cette époque et dans cette communauté, représentait une éducation considérable.
Ce futur homme d'État, élevé dans une famille profondément calviniste, était destiné à reprendre l'exploitation familiale car la coutume voulait que seul le fils aîné, de riches familles afrikaner, reçut une éducation secondaire complète. Enfant menu, sensible, timide et solitaire, il aimait les longues promenades à travers le veld sud-africain, où il exerçait son goût pour les collections naturalistes.

### L'adolescence
Après le décès de son frère aîné Michiel des complications de la typhoïde, il entreprit des études de théologie à l'âge de douze ans. Malgré une excessive timidité, ce travailleur acharné, obsédé par ses études, rattrapa puis dépassa ses condisciples et obtint d'entrer au prestigieux collège de Victoria – Stellenbosch. À la fréquentation des puerile element, il préférait les longues promenades dans la nature, les offices du dimanche et la tenue d'une classe d'étude de la bible pour garçons noirs. Élève assidu, brillant, torturé par le sens moral et le sens du devoir, il fut diplômé, avec mention, en sciences et en littérature (théologie, grec ancien et allemand) à l'âge de 21 ans et obtint une bourse pour étudier le droit au Christ's College de l'Université de Cambridge en Angleterre.

### L'adulte
Cet homme cultivé, fervent calviniste, chef de guerre et fin politique fut surtout un grand stratège. Par exemple, sur le plan idéologique, s'il avait une vision paternaliste des Africains et ségrégationniste des relations raciales, tout en étant favorable à une assimilation progressive entre les différentes communautés noires et blanches, il fut aussi le rédacteur de la charte fondamentale de l'ONU en 1945 et un opposant au projet d'apartheid du parti national lors des élections de 1948. 
Confronté aux immigrations indienne et malaise, il prit des mesures radicales auxquelles s'opposa Mohandas Gandhi, avocat de Durban. Ce dernier fut alors emprisonné à plusieurs reprises. Mais le général Smuts comprit probablement le pouvoir de la satyagraha (action non-violente) de Gandhi. Un compromis fut finalement trouvé qui mit fin à ce conflit d'un nouveau genre en Afrique du Sud. 
Un biographe n'hésite pas à synthétiser la carrière politique à partir de ses conceptions philosophiques « holistiques ». Son parcours semble en effet conforme au principe philosophique qu'il défendait : de petites entités qui se rassemblent et évoluent vers des entités plus complexes aux propriétés émergentes.
Il fut, au début de sa carrière politique, en faveur de l'unification des quatre provinces dans l' Union of South Africa. Puis il milita pour l'adhésion de cette union au sein du Commonwealth. Après la Première Guerre mondiale, il fut en faveur d'une Société des Nations. Partisan de l'entrée en guerre contre l'Allemagne nazie, il fut un proche de Winston Churchill durant la Seconde Guerre mondiale. Il fut signataire de traités de paix et contribua à la formation de l'ONU.

## Résumé
Après l'écrasante défaite du parti sud-africain d'Afrique du Sud en 1924, le premier ministre défait Jan Christiaan Smuts interrompt sa carrière politique et retourne enseigner à l'université. Passionné de biologie, botaniste-collectionneur, il utilisera cette période d'opposition politique pour publier en 1926 « Holisme et évolution » qui n'a jamais été traduit en français. Dans cet ouvrage de 362 pages, cet homme politique de culture calviniste tente de poser des bases pour une épistémologie à venir. Le concept principal qu'il propose et défend est celui d' « holism » : terme forgé à partir du grec Όλος : tout, intégral. Il définit l'holism comme : « La tendance dans la nature de former des ensembles (des « wholes ») qui sont plus grands que la somme de leurs parties au travers de l'évolution créative ». 
Tout en reconnaissant qu'il se limitera à dresser les grandes lignes d'un projet qui mériterait plus d'affinement, tant sur le plan philosophique que scientifique, il présente en quelque 353 pages l'introduction du concept « holisme » auquel nombre de travaux, de théories, de groupes et d'auteur se réfèreront plus ou moins explicitement au cours du vingtième siècle. Voici en résumé, chapitre après chapitre ce qu'est l'holisme de Smuts.

### Sommaire
L'auteur envisage d'abord de réformer certains concepts fondamentaux, en particulier les concepts de temps, d'espace et de matière, puis de revenir aux définitions de la cellule et de l'organisme :
1. The Reform of Fundamental Concepts
2. The Reformed Concepts of Space and Time
3. The Reformed Concept of Matter
4. The Cell and the Organism

Arrivé à ce point, il introduit son concept central, l'holisme, en en détaillant certaines catégories et fonctions :
1. General Concept of Holism
2. Some Functions and Categories of Holism

En se fondant sur les constructions théoriques des chapitres précédents, il étudie les conséquences de son concept sur les principaux courants épistémologiques de la première moitié du XXe siècle :
1. Mechanism and Holism
2. Darwinism and Holism

À ce point, il poursuivra sa généalogie des wholes (des « touts ») ; ce développement et cette stratification graduels de séries progressives de totalités (les « wholes »), qui s'étirent depuis les commencements inorganiques jusqu'aux niveaux les plus élevés de la création spirituelle. Il s'était arrêté, au chapitre 4, au « whole » organisme fils du « whole » de la cellule, lui-même engendré par le « whole » de la matière brute. Maintenant, il montre comment le « whole » organisme génère le « whole » esprit ; Lui-même à l'origine du « whole » personnalité :
1. Mind as an Organ of Wholes
2. Personality as a Whole

L'avant-dernier chapitre expose ses idées sur le « whole » personnalité, degré ultime au sein de la généalogie des whole pour l'univers physique.
1. Some Functions and Ideals of Personality

Il conclut son ouvrage sur sa conception d'un univers holistique :
1. The Holistic Universe

Définition de wholes par Smuts
« In all the previous cases of wholes, we have nowhere been able to argue from the parts of the whole. Compared to its parts, the whole constituted by them is something quite different, something creatively new, as we have seen. Creative evolution synthesises from the parts a new entity not only different from them, but quite transcending them. That is the essence of a whole. It is always transcendent to its parts, and its character cannot be inferred from the characters of its parts. »
Un whole (un tout) – dans le sens holistique du terme – un ensemble organisé, plus ou moins autonome, qui présentent des propriétés émergentes.
Définition de holisme par Smuts
« the tendency in nature to form wholes that are greater than the sum of the parts through creative evolution » - « la tendance dans la nature à constituer des ensembles qui sont supérieurs à la somme de leurs parties, au travers de (ou « durant » ?) l'évolution créatrice ».

### Résumé des chapitres
Préface
Smuts situe son œuvre à la frontière entre la Science et la Philosophie. Il écrit, dans la préface de la première édition : « ce n'est, ni un livre de science, ni un livre de philosophie mais un livre qui aborde quelques points de contact entre les deux ». 
Il y annonce le ré-examen de concepts scientifiques fondamentaux (l'espace, le temps) à la lumière d'un facteur qu'il appellera « holisme » : un champ de force de l'univers qui tend à faire évoluer la matière de l'atome vers la personnalité. 
L'évolution y sera abordée, ajoute-t-il, comme le « développement et la stratification graduels de séries progressives de totalités, qui s'étirent depuis les commencements inorganiques jusqu'aux niveaux les plus élevés de la création spirituelle ».